# Asystasiella neesiana
Asystasiella neesiana är en akantusväxtart som först beskrevs av Christian Gottfried Daniel Nees von Esenbeck, och fick sitt nu gällande namn av Gustav Lindau. Asystasiella neesiana ingår i släktet Asystasiella och familjen akantusväxter. Inga underarter finns listade i Catalogue of Life.